# Anglicaanse Kerk
De term Anglicaanse Kerk (van het Middenlatijnse anglicanus, 'Engels') wijst in Europese context meestal op de Kerk van Engeland (Church of England), officieel de Episcopaalse Kerk van Engeland.  De kerk werd geboren uit de missieactiviteiten van Romeinse militairen en kooplieden en was aanvankelijk met de wereldkerk van Rome verbonden tot er in 1534 een schisma tot stand kwam door Hendrik VIII. Heden ten dage bestaan er vele anglicaanse kerken wereldwijd, die zijn verbonden in de Anglicaanse Gemeenschap.

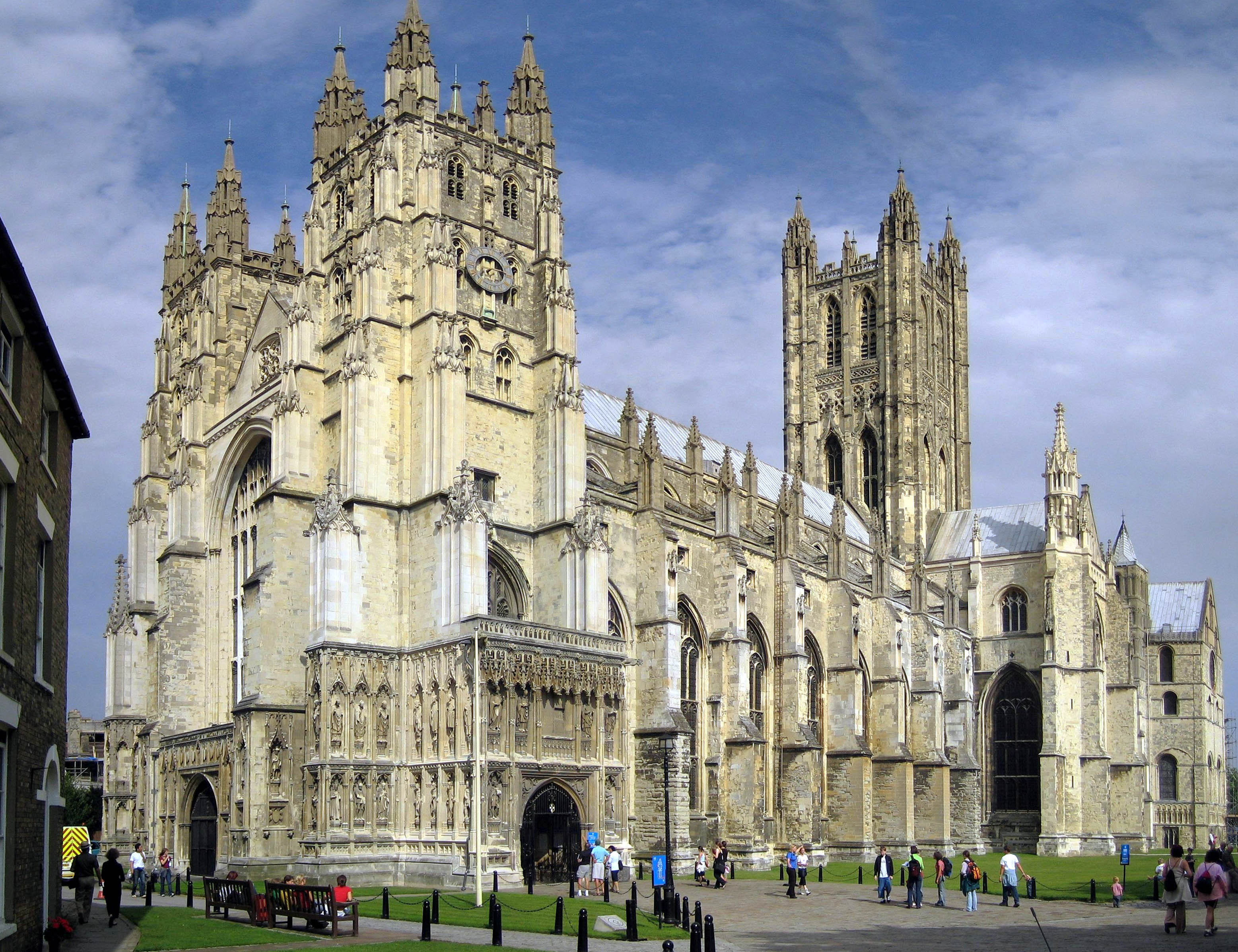
De kathedraal van Canterbury, de zetel van de aartsbisschop van Canterbury

## Geschiedenis
Reeds in de eerste eeuwen na Christus is er van een geordende kerkgemeenschap sprake met een bisschop in Londen. Uit de kernen in het noorden (Lindisfarne, York) en in het zuiden (Salisbury, Canterbury) groeide onder de heilige Augustinus van Canterbury (597-604), stichter van de Katholieke Kerk in Engeland, een (in termen van vandaag) meer nationaal kerkverband, dat zich sterk op Rome richtte. De term "Ecclesia Anglicana" ("Engelse Kerk") komt al in de Magna Carta voor (1215).

### Het ontstaan van de Anglicaanse Kerk

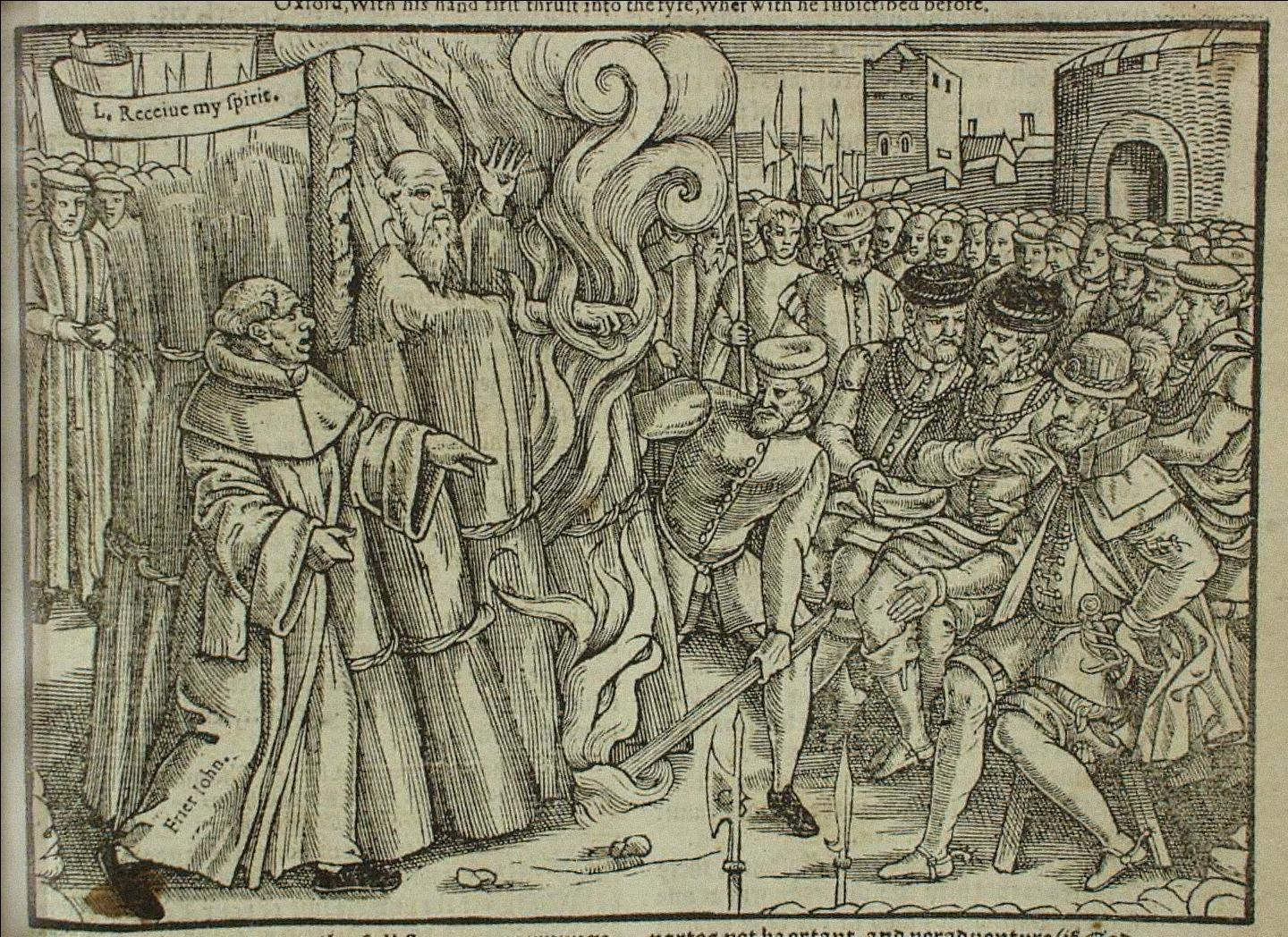
Thomas Cranmer op de brandstapel

Thomas Cranmer (2 juli 1489 – Oxford, 21 maart 1556) was de eerste anglicaanse aartsbisschop van Canterbury tijdens het bewind van de Engelse koningen Hendrik VIII en Eduard VI.
Cranmer bewerkstelligde in 1533 de nietigverklaring van het huwelijk tussen Hendrik VIII en Catharina van Aragon en verklaarde Hendriks tweede huwelijk, met Anna Boleyn, geldig. In datzelfde jaar werd een nieuwe prinses geboren, Elizabeth I, en werd Cranmer door paus Clemens VII geëxcommuniceerd.
In 1533 legt Hendrik de Act of Supremacy voor aan het parlement. Hiermee wordt aan het parlement gevraagd om Hendrik hoofd van de kerk te maken en hiermee te erkennen dat de koning van Engeland de man is die de meeste macht had op aarde, direct onder God en daarmee ook het hoofd van de Kerk van Engeland.
Als eerste maatregel van het nieuwe kerkhoofd werd een meer liberale huwelijkswetgeving afgekondigd.
Daarna werden de kloosterorden ontbonden en Hendrik verplichtte de monniken om de daken van de kerken en kloosters te verwijderen, zodat ze al spoedig in staat van verval verkeerden.
Hendrik confisqueerde de goederen van de Katholieke Kerk en die van de kloosters en congregaties. De opbrengsten waren voor de Engelse kroon en voor zijn naaste medewerkers. De afkeer die vele Engelsen hadden van Rome speelde hem bij dit alles in de kaart.
Eén jaar later, in 1534 wordt de Act of Supremacy aangenomen, waarmee de Anglicaanse Kerk als zelfstandig instituut ontstond.
Cranmer was hervormingsgezind en stimuleerde nieuwe kerkgemeenschappen van protestantse vluchtelingen. Hij was voorstander van een snelle protestantisering van de Anglicaanse Kerk en voer een sterk antiroomse koers. Het universele gezag van de paus werd ontkend en in 1534 werd de band met Rome verbroken. In dat jaar werd ook het verplichte celibaat afgeschaft.
Theologisch gezien was Hendrik VIII conservatief en wars van het reformatorische gedachtegoed. De liturgie bleef dan ook nagenoeg gelijk aan die van de Rooms-Katholieke Kerk.
In deze begintijd was er dus veel strijd over de te bepalen interne standpunten van de 'nieuwe kerk'. De protestanten (reformatie) wonnen aan invloed en de verhouding met de katholieken was gespannen.
Hendriks lord chancellor Thomas More, die ook een vooraanstaand humanistisch geleerde en vriend van Erasmus was, verzette zich hardnekkig tegen zowel de scheiding van Catharina van Aragon als tegen de breuk met Rome. Daardoor liet Hendrik zich echter niet van zijn plannen afbrengen.
Thomas More kwam ten val, werd berecht wegens hoogverraad en in 1535 onthoofd. Ook John Fisher, bisschop van Rochester, werd gearresteerd wegens zijn verzet tegen Hendrik; toen de paus Fisher vervolgens tot kardinaal verhief, eindigde ook hij in datzelfde jaar op het schavot.
Er was wel wat verspreid rooms-katholiek verzet, maar de katholieken die zich erbij neerlegden werden ongemoeid gelaten. De protestanten werden intussen wel hevig vervolgd. Later kwam er wat meer toenadering tot de protestanten. De door Rome toegekende titel 'Fidei defensor' raakt Hendrik uiteindelijk kwijt en hij werd in 1538 zelfs geëxcommuniceerd, maar die titel werd in 1544 door het Engelse parlement weer erfelijk toegekend aan de kroonprins, zijn 7-jarige zoon Eduard VI. Tot op de dag van vandaag draagt het Engelse/Britse staatshoofd deze titel, maar dus niet, zoals oorspronkelijk bedoeld, als verdediger van het katholieke geloof maar van dat van de Anglicaanse Kerk, waarvan hij formeel het hoofd is.
In 1548 introduceert Cranmer het Engelstalige Book of Common Prayer, dat de oude Latijnse liturgie verving. Hij kan als de grondlegger van de anglicaanse theologie beschouwd worden. Uiteindelijk hebben de invloeden van de Engelse Reformatie tot een middenweg tussen roomsgezinden en protestanten geleid. De Anglicaanse Kerk is geboren.
Religieuze twistpunten zullen uiteindelijk leiden tot de Engelse burgeroorlog in de 17e eeuw.
Nadat Thomas Cranmer een belangrijke politieke rol had gespeeld tijdens het korte bewind van Eduard VI en Jane Grey, kwam in 1553 Maria Tudor aan de macht.
Zij was een dochter van Catharina van Aragón en op het moment van de kerkelijke splitsing al volwassen. Ze had het terugbrengen van Engeland bij de Katholieke Kerk als voornaamste doel en schuwde daarbij geen middel; zodoende verwierf zij de bijnaam 'Bloody Mary'. Veel tegenstanders kwamen op de brandstapel. Haar campagne leidde ook tot Cranmers berechting als ketter en veroordeling tot de brandstapel. Daarmee heeft hij in de anglicaanse traditie de status van martelaar en een soort heilige verworven.
Uiteindelijk leidden de invloeden van de Engelse Reformatie tot een middenweg ("via media"), die zich tussen roomsgezinden en puriteinen positioneerde. Richard Hooker is daarbij een invloedrijke theoloog geweest. In de traditie van de Kerk verenigt zij dan ook evangelicale en katholieke geloofselementen. Zij noemt zichzelf "katholiek en hervormd", men zou ook kunnen zeggen "katholiek maar niet rooms". De godsdienst volgt de vormen van de Kerk van Engeland, zoals deze vooral in het Book of Common Prayer door Thomas Cranmer zijn geformuleerd. De hiërarchische ordening is typisch katholiek, de vrijheid in geloofspunten, de eredienst en de rechtvaardigingsleer eerder op de Reformatie gebaseerd. Het verplichte celibaat kent de Anglicaanse Kerk van 1534 af aan niet.

### Heden
De Kerk van Engeland heeft tegenwoordig (2009) rond de 13,4 miljoen leden. De gehele Anglicaanse Gemeenschap heeft naar schatting circa 85 miljoen leden. De kerk behoort tot een van de rijkste religieuze organisaties, met een geschat vermogen van meer dan 25 miljard euro.
De "Kerk van Engeland" met haar twee kerkprovincies (York en Canterbury) vormt met een groot aantal andere anglicaanse kerken een wereldwijde Anglican Communion. De juridische zelfstandigheid en het ontbreken van een formeel leergezag op het hoogste niveau kan tot spanningen leiden. Zo veroorzaakte de Episcopaalse Kerk (de Anglicaanse Kerk van de VS) grote spanningen door het wijden van een bisschop die naar algemeen-anglicaanse normen niet voor wijding in aanmerking kwam. Een speciale commissie deed uitvoerig onderzoek en haar aanbevelingen in het zgn. Windsor Report (2004) worden thans wereldwijd bestudeerd en zullen wellicht in 2008 (Lambethconferentie van alle bisschoppen) tot nadere regelingen en/of maatregelen leiden.
In een groter verband kan men spreken van andere Kerken die in doctrine of liturgische traditie anglicaans zijn, maar hier toch een afscheiding van vormen, zoals de Vrije Kerk van Engeland (Free Church of England), of een aantal "voortgezette kerken" (continuing churches) die bijvoorbeeld uit ongenoegen over de priesterwijding van vrouwen tot stand kwamen. De Traditional Anglican Communion is hiervan de bekendste.

## Geloofsleer en uitoefening
Na de koning of koningin van Engeland is de aartsbisschop van Canterbury het hoofd van de kerk. Hij heeft in vergelijking met de paus van Rome niet hetzelfde gezag over zijn kerk.
Twee belangrijke hoofdstromingen binnen de Anglicaanse Kerk zijn de Hogere Kerk (High Church), die een "hoge" of objectiverende doctrinale opvatting heeft over het wezen van de Kerk en over de sacramenten, en daarin meer katholiek van leer is, en de Lagere Kerk (Low Church), die meer evangelicale en subjectiverende kenmerken heeft en bijvoorbeeld de persoonlijke geloofskeuze sterk benadrukt.

### Sacramenten
De Anglicaanse Kerk kent - net als de meeste kerkgenootschappen - sacramenten. In de mate dat men deze al of niet beschouwt als gebaseerd op het Evangelie, maakt men in de Anglicaanse Kerk een onderscheid tussen de sacramenten: doopsel en eucharistie worden als Evangelische sacramenten beschouwd, biecht, huwelijk, vormsel, priesterwijding en ziekenzalving als niet-evangelisch.
Het is afhankelijk van de stroming binnen de Anglicaanse Kerk hoe belangrijk de plaats van sacramenten is binnen de liturgie. In de High Church, die qua vorm sterk lijkt op het katholicisme hebben de sacramenten een belangrijker rol dan in de Low Church waar de prediking meer centraal staat.

### Priesterschap

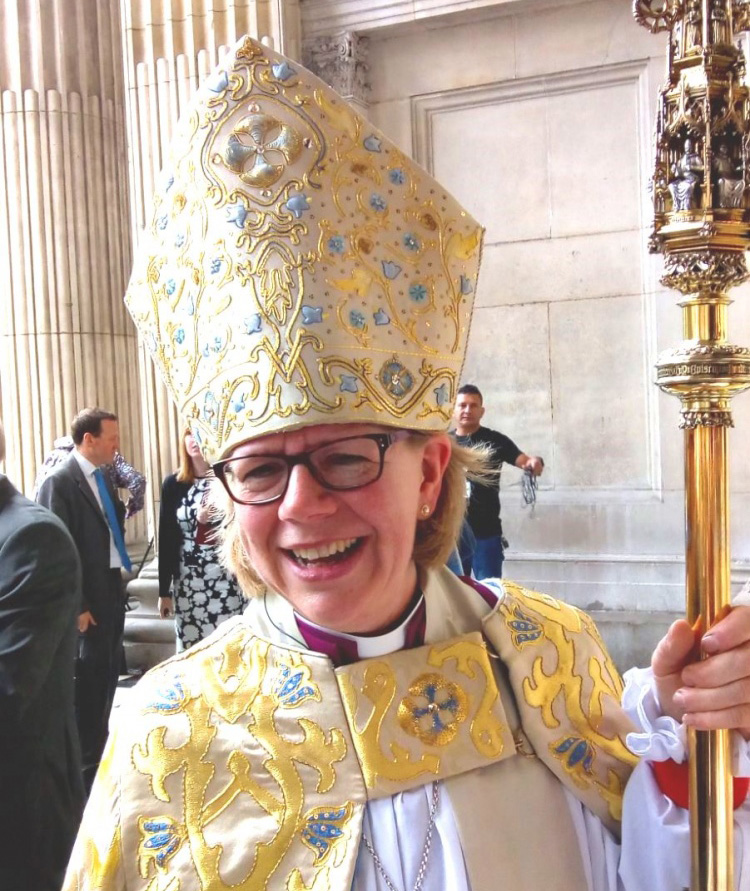
Sarah Mullally, huidig bisschop van Londen

Het priesterschap of het sacrament van wijding is vergelijkbaar met dat van de Katholieke Kerk. Ook in de Anglicaanse Kerk kent het wijdingsambt drie graden, namelijk dat van diaken, presbyter en bisschop. Er zijn echter ook verschillen. Sinds 1534 is het celibaat niet meer verplicht. In de 20e eeuw is het ambt ook opengesteld voor vrouwen. Dat verliep in stappen. Sinds 1986 kunnen vrouwen gewijd worden tot diaken, sinds 1993 tot priester en sinds 2005 tot bisschop.

## Structuur van de Anglicaanse Kerk

Kaart van de bisdommen van de Anglicaanse Kerk in Engeland.
kerkprovincie York
kerkprovincie Canterbury

Binnen de Anglicaanse Kerk staat aan het hoofd de koning(in) van het Verenigd Koninkrijk. Hij/zij draagt de titel Supreme Governor of the Church of England, terwijl als feitelijk hoofd binnen de Kerk Jezus Christus wordt beschouwd.
 De Anglicaanse Kerk is georganiseerd in bisdommen. De bisdommen zijn verenigd in een kerkprovincie. Binnen een kerkprovincie is er slechts één aartsbisdom waarvan de aartsbisschop ook automatisch metropoliet is van de kerkprovincie. Daarnaast kent de Anglicaanse Kerk ook suffragane bisschoppen. Dit zijn bisschoppen die verbonden zijn aan een diocesane bisschop, vergelijkbaar met de hulpbisschoppen in de Katholieke Kerk.
Daarboven kent de Anglicaanse Kerk achtendertig primaten. Zij vormen het hoogste orgaan van de wereldwijde Anglicaanse Gemeenschap. Sommige van deze primaatschappen zijn verbonden aan een bepaald bisdom, zoals dat van Canterbury. Andere zijn dat niet, zoals het primaatschap van Canada.

### België en Nederland
In België telt de Kerk van Engeland naar schatting 10.000 leden, voornamelijk geconcentreerd in grote steden als Brussel en Antwerpen. De Kerk van Engeland heeft circa 30.000 leden in Nederland.  In de twaalf anglicaanse kerken in Nederland komen wekelijks in totaal 2000 tot 3000 mensen.
De Episcopaalse Kerk van de Verenigde Staten, de anglicaanse kerk van Amerika, heeft één parochie in Waterloo.